# Martina Fassina
Martina Fassina (ur. 7 kwietnia 1999 w Castelfranco Veneto) – włoska koszykarka występująca na pozycjach rzucającej lub niskiej skrzydłowej, obecnie zawodniczka Pszczółki Polski-Cukier AZS-UMCS Lublin.
3 lipca 2020 została zawodniczką Pszczółki Polski-Cukier AZS-UMCS Lublin.

## Osiągnięcia
Stan na 16 czerwca 2022, na podstawie, o ile nie zaznaczono inaczej.
Drużynowe
- Mistrzyni Włoch (2019)
- Wicemistrzyni Polski (2022)[3]
- Zdobywczyni Superpucharu Włoch (2018, 2019)

Indywidualne
- MVP kolejki EBLK (15 – 2020/2021)[4]
- Zaliczona do I składu kolejki EBLK (15 – 2021/2022)[5]

Reprezentacja
- Wicemistrzyni świata U–17 (2016)
- Brązowa medalistka mistrzostw Europy U–16 (2015)
- Uczestniczka mistrzostw:
  - świata U–19 (2017 – 11. miejsce)
  - Europy:
    - U–18 (2016 – 7. miejsce, 2017 – 10. miejsce)
    - U–16 (2014 – 9. miejsce, 2015)